# Manuel Vicente
Manuel Vicente (Buenos Aires; 1 de octubre de 1955),
Buenos Aires, es un actor y director argentino de cine, teatro y televisión.

## Formación académica[4]
- 1977–1982: Interpretación, con Raúl Serrano.
- 1979–1982: Educación de la voz, con Carlos Demartino.
- 1980–1982: Historia del Arte, Pedro Espinoza.
- 1982–1983: Estética, con Raúl Serrano.
- 1984–1986: Pedagogía, con Raúl Serrano.
- Dramaturgia con Patricio Estévez.
- Dirección y puesta en escena, con Carlos Gandolfo.

## Filmografía
- 1983: No habrá más penas ni olvido
- 1984: Asesinato en el Senado de la Nación
- 1984: Camila
- 1985: Prontuario de un argentino
- 1986: Perros de la noche, como el ayudante de Ferreyra.
- 1987: Las esclavas, como el tercer policía.
- 1989: La ciudad oculta.
- 1990: Negra medianoche.
- 1991: Chiquilines.
- 1997: Comodines, como Esteban.
- 2000: No quiero volver a casa, como Carlos.
- 2001: Tres pájaros, como Salinas.
- 2003: El fondo del mar, como detective.
- 2007: Capital (todo el mundo va a Buenos Aires), como el tío.
- 2008: El cine de Maite.
- 2009: El corredor nocturno, como Ruibal.
- 2010: La revolución es un sueño eterno.
- 2011: El secreto de Lucía.
- 2012: Industria argentina, la fábrica es para los que trabajan, como Juan Carlos.
- 2012: Kartun, el año de Salomé, como él mismo.
- 2012: Puerta de Hierro, el exilio de Perón, como el presidente Héctor Cámpora; con Víctor Laplace y Federico Luppi.
- 2012: Matrimonio, como Marcos; con Cecilia Roth y Darío Grandinetti.
- 2013: Destino anunciado, como Olivo; con Luis Machín.
- 2014: Las chicas del 3º, como Ángel; con Lucrecia Capello, Betiana Blum, Ingrid Grudke, Carlos Kaspar y Emilia Paino.
- 2014: Los necios (cortometraje).
- 2015: El prisionero irlandés, como Capitán Lucero.
- 2016: El ciudadano ilustre, como el Intendente.

## Televisión
- Compromiso.
- Los miedos
- Los gringos
- Ficciones
- Hombres de ley
- Hermanos Coraje
- Sobrevivir con humor
- Hagamos el humor
- Regalo del cielo (1992)
- Son de diez (1993)
- Montaña Rusa (1994)
- Mi cuñado (1995)
- Sin condena (1995)
- Poliladron (1995)
- Ricos y famosos (1997)
- Circo romano
- Naranja y media (1997)
- Verdad consecuencia(1997)
- R.R.D.T (1997)
- Vulnerables (1999)
- Primicias (2000)
- Tiempo final
- Por ese palpitar (2000)
- Jesús, el heredero(2001)
- Los simuladores (2002)
- Son amores (2002/2003)
- Epitafios
- Hombres de honor(2005)
- Botines (2005)
- Casados con hijos (2005)
- Hermanos y detectives(2005)
- Mujeres asesinas
- Amas de casa desesperadas(2006)
- Código Rodríguez
- Oportunidades
- Lo que el tiempo nos dejó
- El puntero
- Volver a nacer
- Ruta misteriosa
- Historia clínica
- Combatientes
- El otro
- Signos
- Loco por vos
- Nafta Súper
- El encargado

## Teatro[4]
- 1979: Los siete locos, dirigida por Rubens Correa.
- 1980: ¿Lobo estás?, dirigida por Rubens Correa.
- 1980: Inventario, dirigida por José Bove.
- 1982: Siete largos años, dirigida por Carlos Weber.
- 1983: Teresa Batista, dirigida por Alejandra Boero y Rubens Correa.
- 1984: Moreira.
- 1985: La mujer ajena, dirigida por Justo Gisbert.
- 1987: ¡Ma morite!, dirigida por Justo Gisbert.
- 1990: Rumores, dirigida por Ricardo Darín.
- 1991: Tamara, dirigida por Julio Baccaro.
- 1992: Viaje sin placer, dirigida por Roberto Castro.
- 1993: La loca colina de Caballito, dirigida por Villanueva Cosse.
- 1993: Crema rusa, dirigida por Víctor Bruno y Daniel Marcove.
- 1994: Panchito con mostaza, dirigida por Víctor Bruno.
- 1994: El tiempo y la habitación, dirigida por Manuel Iedvadni.
- 1996: Luna de miel en Hiroshima, dirigida por Beatriz Matar.
- 1998: Zoo de la noche, dirigida por Román Caracciolo.
- 2000: Esperando la carroza, dirigida por José M. Paolantonio (José Paolantonio).
- 2000: La hora pico, dirigida por Agustín Alezzo.
- 2000: De pies y manos, dirigida por Roberto Castro.
- 2003-2004: Te digo más, escrita por Roberto Fontanarrosa.
- 2003-2005: La Madonnita, escrita y dirigida por Mauricio Kartun.
- 2008: Segundo cielo.
- 2008: Sos vos.
- 2009: Titulares.
- 2010: El portero de la Estación Windsor, como narrador.
- 2010: 1810.
- 2011: Salomé de Chacra.
- 2013: Chau, papá, dirigida por Manuel Vicente, en el Teatro Nacional Cervantes.[5][6]
- 2019-presente: Gente feliz. Dirigida por: José María Muscari.

## Premios y nominaciones[4]
- 2003: nominado al premio ACE al mejor espectáculo de humor, con el elenco de Te digo más
- 2004: nominado al premio Trinidad Guevara: mejor actor por "La Madonnita".
- 2004: ganador del premio Teatro del Mundo, del Centro Cultural Ricardo Rojas de la UBA como mejor actor por La Madonnita.
- 2004: ganador del premio Clarín al mejor espectáculo de Teatro Oficial, con el elenco de La Madonnita.
- 2010/11: ganador del premio Mundo T al mejor actor en drama en Teatro Independiente, con la obra El Portero de la estación Windsor.